# Мишко Дмитро Іванович
Мишко Дмитро Іванович (9 листопада 1907 — 1979) — український радянський історик, дослідник історії України середніх віків. Доктор історичних наук (1966).

## Життєпис
Народився в селі Карпилівка (нині село Лубенського р-ну Полтав. обл.) в селянській родині. До 1930 працював у сільс. госп-ві. 1930–32 навч. в Ніжинському пед. технікумі. Працював зав. початкової школи с. Малютинці (нині село Пирятинського р-ну Полтав. обл.; 1932–33), 1935–38 та 1941–43 викладав історію в школі. 1933–34 навч. на екон. ф-ті Лубенського пед. ін-ту, 1934–35 — на істор. ф-ті Полтав. пед. ін-ту, 1936–37 — на істор. ф-ті Харків. пед. ін-ту. 1938–41 навч. в аспірантурі Ін-ту історії України АН УРСР (нині Інститут історії України НАН України). Від 1941 — учасник Німецьоко-радянської війни у лавах Червоної армії 1941—1945. Від 1943 (і до виходу на пенсію 1973) — наук. співробітник (з 1958 — старший наук. співробітник) відділу історії феодалізму Ін-ту історії України АН УРСР (з 1953 — Ін-т історії АН УРСР; з 1963 — у відділі історії досоціаліст. формацій). 1947 захистив канд. дис., 1964 — докторську дис. на тему: «Соціально-економічне становище селян і антифеодальні рухи на Україні в XV — першій половині XVI ст.» Брав участь у написанні колективних праць з історії України та СРСР. 1968 тимчасово працював у відділі історії міст і сіл УРСР Ін-ту історії АН УРСР, брав участь у підготовці 26-томної «Історії міст і сіл Української РСР» . Член наук. ради Київ. держ. істор. музею (з 1965 — Держ. істор. музей УРСР, з 1991 — Національний музей історії України), методичного семінару з організації і проведення екскурсій по Києву, Комісії з назви вулиць і площ Києва, редакційно-видавничої ради вид-ва «Радянська школа» (з 1991 — вид-во «Освіта») та ін.

## Праці
Автор понад 100 наукових і науково-популярних праць.

## Нагороди
Має урядові нагороди.